# Philtrum

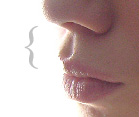
Lidské philtrum

Philtrum (latinsky philtrum, řecky φιλτρον filtron) je svislá středová brázda mezi nosem a rtem. Tento obličejový rys je běžným znakem mezi mnoha druhy savců. Nemá žádnou funkci, je to pouze pozůstatek ze srůstání obličejových částí (viz níže).
U lidí a většiny ostatních primátů je philtrum oblý svislý žlábek sahající od nosní přepážky k okraji horního rtu.

## Vznik a deformace

Dítě postižené fetálním alkoholovým syndromem

Philtrum vzniká při embryonálním vývoji plodu během přesouvání a spojování částí rtu, čelistí a patra k sobě (konkrétně jde o intermaxilární segment). Při nepřesném srůstání těchto části vznikají různě těžké rozštěpové vady.
Zploštělé či nevýrazné philtrum se jako jeden z průvodních znaků může objevit u osob postižených autismem, mentální retardací, fetálním alkoholovým syndromem, Wolf-Hirschhornovým syndromem či Prader-Williho syndromem.

## Kulturní význam a zajímavosti

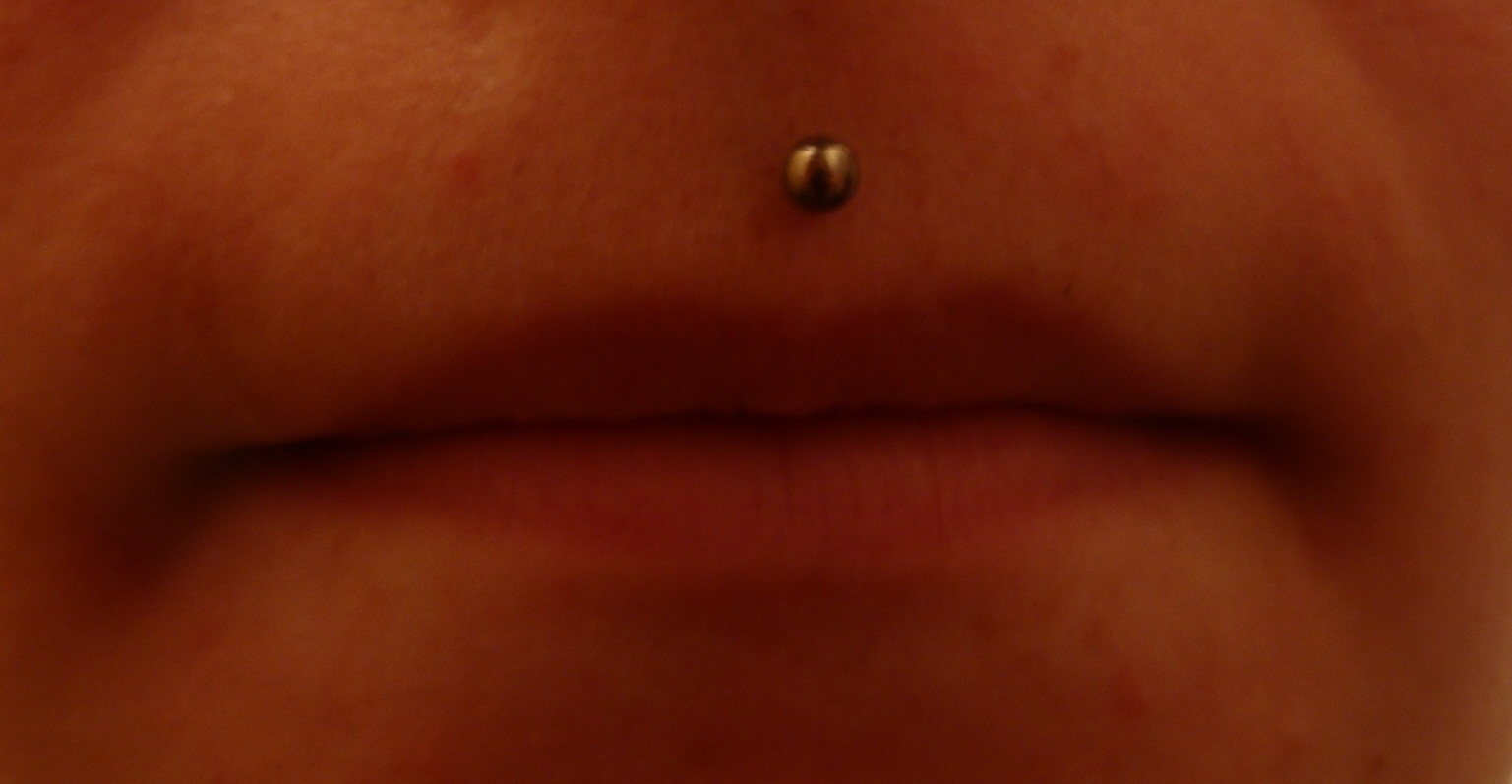
Piercing „medusa“

Řecký výraz φιλτρον má základ ve slově φίλειν (milovat) a znamená „místo k líbání“ — philtrum bylo ve starověkém Řecku považováno za jedno z nejpřitažlivějších míst lidského těla.
V taekwondu je philtrum (korejsky 인중 [in-džung]) jedním z „vitálních bodů“, na které jsou směřovány útoky, neboť jeho zásah je značně bolestivý.
Změny plodu, při kterých jako vedlejší prvek vzniká philtrum, jsou jedním z opěrných bodů kontroverzní teorie vodní opice dr. Michaela Mosleyho.
Jako philtrum či medusa se označuje i piercing umisťovaný do této části obličeje.